# Totengedenken (Roman)
Totengedenken ist ein 2018 beim Verlag HarperCollins U.K. erschienener Kriminalroman von Stuart MacBride; der englische Originaltitel lautet The Blood Road. Der Roman wurde von Andreas Jäger übersetzt und am 21. September 2020 als deutsche Erstausgabe vom Goldmann Verlag veröffentlicht. Totengedenken ist der elfte Roman der Logan McRae-Reihe.

## Inhalt
Nach einiger Zeit im „normalen“ Polizeidienst im ländlichen Banff wurde Logan McRae endlich zum Detective Inspector befördert und ist zurück in Aberdeen. Er ist Ermittler der internen Dienstaufsicht, hat einen schicken Dienstwagen, ein Häuschen im Vorort Cults und eine Beziehung mit der gutaussehenden Tara von der Handelsaufsicht. Und obwohl er sich in seiner neuen Funktion nicht mehr mit Mördern, Drogendealern und Entführungen herumschlagen muss, steht er plötzlich mit einem Team der Spurensicherung bei einem Verkehrsunfall, zu dem ihn seine Kollegin DS Doreen Taylor gerufen hat. Bei dem Mann in dem verunfallten Ford Focus handelt es sich um den ehemaligen Kollegen DI Ducan Ding-Dong Bell, der sich zwei Jahre zuvor das Leben genommen hatte und mit allen Ehren beerdigt wurde. Und da Police Scotland mit der Entführung der kleinen Ellie Morton alle Hände voll zu tun hat und der mysteriöse „erneute“ Tod eines Polizisten ohnehin eher ein Fall für die Dienstaufsicht ist, ist Logan McRae plötzlich wieder als operativer Ermittler tätig. Obendrein muss er gemeinsam mit seinem Assistenten DS Simon Rennie den Selbstmord der Polizistin Lorna Chalmers ermitteln. DS Chalmers, die durch einen Alleingang in Das Knochenband sowohl den Ermittlungserfolg als auch ihr eigenes Leben aufs Spiel setzte, wurde von Logan schon mehrmals zu einem Gespräch vorgeladen, ist jedoch nie erschienen. Einer der letzten Fälle, die DI Bell vor seinem fingierten Selbstmord bearbeitet hatte, war die Entführung des kleinen Aiden MacAuley und die Ermordung seines Vaters Kenneth MacAuley. Bell hatte damals viel Kontakt zu Aidens Mutter Sally und den Vorbestraften Fred Marshall im Verdacht, der jedoch seit damals verschwunden ist.
Nach der Auswertung der an Chalmers Schuhen anhaftenden Erde entdeckt Logan, dass sie und der verstorbene DI Bell vor ihrem Tod die gleichen Orte besucht haben. Eine verlassene Schweinefarm, die für den Bau der neuen Westumfahrung von Aberdeen weichen muss, sowie ein Gebiet am Ben Rinnes, etwa 100 km westlich von Aberdeen. Am Ben Rinnes ist eine etwa zwei Jahre alte Leiche vergraben, die DI Bell wohl kurz zuvor auf der Schweinefarm bei Aberdeen ausgegraben hatte, was Spuren an den Werkzeugen im Kofferraum des verunfallten Ford Focus beweisen. Kurz darauf gelingt es DS Stewart „Tufty“ Quirrel, einem Mitarbeiter in Logans Team, die gelöschten Fotos und die GPS-Daten auf Chalmers Handy wiederherzustellen. Die Fotos und die Daten legen nahe, dass Chalmers dem Frischfleischmarkt, einem Kinderhändlerring, mit dem Logan in In Blut verbunden schon zu tun hatte, auf der Spur war. Chalmers Handy stellt zudem eine Verbindung zwischen dem Kinderhändlerring und der Detektei her, die Sally MacAuley für die Suche nach ihrem Sohn Aiden engagiert hat.
Logan verfolgt Danielle Smith, eine ehemalige Kollegin der Polizei, die heute für die Detektei arbeitet. Smith entdeckt ihn, überwältigt ihn und sperrt ihn in den Kofferraum ihres Wagens, während sie als Securitymitarbeiterin den Frischfleischmarkt ausspioniert, um Aiden MacAuley zu seiner Mutter zurückzubringen. Logan gelingt es, sich aus dem Kofferraum zu befreien; er überwältigt Danielle und eine weitere Wache und bringt die Kinder in Sicherheit. Unter ihnen befindet sich die kleine Rebecca Oliver, die Sally MacAuley entführt hat, damit sie Zutritt zum Frischfleischmarkt erhält und so die Möglichkeit hat, ihren eigenen Sohn Aiden „zurückzukaufen“. Logan schießt dem „Auktionsleiter“ mit der Waffe, die er Danielle abgenommen hat, in den Bauch. Danielle, die Pädophilen und die weiteren Wachen können fliehen. Logan und seine Kollegen können jedoch einen der Pädophilen sowie die Organisatoren des Frischfleischmarktes festnehmen und Danielle sichert ihnen zu, vor Gericht gegen diese auszusagen. Es stellt sich heraus, dass Sally MacAuley Fred Marshall ermordet hat, als sie ihn durch Folter zwingen wollte, ihr etwas über den Verbleib ihres Sohnes zu sagen. DI Bell hatte sich in Sally verliebt und kümmerte sich darum, die Leiche von Marshall verschwinden zu lassen. Daraufhin inszeniert er seinen Selbstmord und setzt sich nach Spanien ab. Bell kehrt nach Aberdeen zurück, da durch den Neubau der Westumfahrung von Aberdeen die Entdeckung der Leiche von Fred Marshall droht. Als ihm Sally offenbart, dass sie im Begriff ist, Zugang zum Frischfleischmarkt zu bekommen um ihren Sohn „zurückzukaufen“, will er die Sache der Polizei übergeben. Da Sally jedoch der Arbeit der Polizei nicht traut und Bell sich nicht von seinem Vorhaben abbringen lassen möchte, sticht sie ihn nieder. Die Verletzung führt schließlich dazu, dass er die Kontrolle über sein Fahrzeug verliert und gegen einen Baum rast. Nachdem es Tufty auch gelingt, Bells Laptop zu knacken, findet Logan heraus, dass Bells ehemalige Kollegin DS Rose Savage die ganzen Jahre Kontakt mit ihm hatte. In seiner Funktion als interner Ermittler lädt er Savage vor und befragt sie nach dem inszenierten Selbstmord Bells, bei dem der drogenabhängige Rod Lawson starb. Savage streitet ein Mitwissertum gegenüber Logan ab. Der Leser erfährt jedoch, dass Lawson noch am Leben war, als er von Savage zu dem Wohnwagen gebracht und von ihr mit der Schrotflinte von Bells Vater durch einen Kopfschuss getötet wurde. Logans Reaktion auf eine unbedachte Äußerung Savages legt nahe, dass er diese Version der Geschichte bereits ahnt und diese nur noch beweisen muss.

## Kritiken
“The Blood Road is a tense and gritty thriller that is not afraid to deal with hard-core issues. While the paedophile storyline is stomach churning, the content rings true and is a reminder that evil people do live in the world.”

„The Blood Road (Totengedenken) ist ein spannender und düsterer Thriller, der nicht vor knallharten Problemen zurückschreckt. Während sich bei der pädophilen Handlung der Magen umdreht, ist der Kern des Inhalts wahr und eine Erinnerung daran, dass es böse Menschen auf der Welt gibt.“

## Allgemeines
Wie in den meisten seiner Bücher verwendet MacBride auch in Totengedenken für einige seiner Romanfiguren die Namen lebender Personen. Danielle Smith, Kim Fraser und Andrew McManus haben „für verschiedene sehr gute Zwecke gespendet [...], um als Vorbilder für fiktionale Personen [...] zu dienen“.
Einige Orte in MacBrides Büchern wie die Nairhillock Farm sind fiktiv. Die Koordinaten 57°18′43.1″N 2°29′34.7″W, die Sally MacAuley für die Kontaktaufnahme mit dem Frischfleischmarkt genannt werden, führen exakt zum Maiden Stone westlich von Inverurie.